# Giuseppe Catalfamo
Giuseppe Catalfamo (Catania, 5 luglio 1921 – Messina, 22 febbraio 1989) è stato un filosofo e pedagogista italiano, della corrente del "personalismo storico o critico".

## Biografia
Si laurea in Pedagogia nel 1942 e, nel 1943, in Scienze Politiche. Prima assistente volontario di Galvano Della Volpe (che definisce unico filosofo a livello di Croce), poi discepolo di Vincenzo La Via (che si era formato alla scuola di Giovanni Gentile, del quale era stato assistente), e suo collaboratore dal 1946, diviene libero docente nel 1951, incaricato di Pedagogia nel 1959 e infine ordinario di Pedagogia nel 1962. Fonda e diviene direttore dell'Istituto di Pedagogia all'Università di Messina.
Il suo pensiero si snoda in quattro fasi: dell'epistemologo, del personalista storico ed antidogmatico, dello scettico, dell'uomo di fede. La formazione filosofica (fu Assistente di ruolo di Filosofia e scrisse sulla rivista "Teoresi", fondata dal suo maestro La Via) traspare nel suo pensiero pedagogico, concepito, e nel tempo modificato, all'insegna dell'apertura e dell'innovazione anche didattica. Nel suo personalismo, che ha come principi critici la storicità, la trascendenza e la problematicità "egli rintraccia nuovi aspetti... e incomincia a fare i conti con la storia e le sue fenomenologie", " il personalismo... lentamente ma inesorabilmente si qualificherà come «storico»; la persona assume una significanza fenomenologica di unità... in costruzione", "Catalfamo collega l'esserci e il farsi della persona al flusso della realtà oggettiva, nel doppio senso: nell'influenza e stimolazione di questa verso quella e della trasformazione della realtà oggettiva ad opera della persona".  "L'uomo come soggetto agente impedisce che l'esperienza sia un limite, cerca di oltrepassarla vedendo in essa quello che non è e quello che potenzialmente è. La persona, dunque, è una realtà trascendente". L'aspetto problematico del suo pensiero, infine, fa riferimento alla "posizione stessa della persona, la quale, costituita nell'esperienza, è radicata nella problematicità di essa, perché "il mondo per la persona è sempre un problema, così come un problema è il suo essere nel mondo".
Catalfamo è stato fondatore e direttore della rivista "Presenza" assieme al prof. Gianvito Resta; fondatore e direttore di "Prospettive pedagogiche", dal 1964 fino al 1988.
È stato anche Prorettore dell'Università di Messina e membro dell'Accademia Peloritana dei Pericolanti.

## Riconoscimenti
Il 2 giugno del 1986, gli è stata conferita dal Presidente della Repubblica, la Medaglia d'oro al merito della Scuola, della Cultura, dell'Arte.
Il 12/02/2012, la Giunta del Comune di Messina gli ha intitolato un tratto di strada nei pressi dell'Università, all'Annunziata alta.
Più recentemente, il 16/04/2015, a Messina, si è tenuta una solenne cerimonia, nel corso della quale è stata scoperta una targa commemorativa, che riporta una sua rilevante riflessione, e gli è stato intitolato un Istituto Comprensivo.

## Opere
- E. Kant, Lezioni di pedagogia, (1947), Ed. Messina
- Empirismo pedagogico e filosofia, (1949), "Teoresi", anno IV, nn.1-2
- Pedagogia e Filosofia, "Biblioteca dell'educatore", (1950), fasc. XVI, AVE, Milano
- Marxismo e Pedagogia, (1953), Avio, Roma
- Il fondamento della pedagogia. Disegno di una pedagogia personalistica, (1955) Sessa, Messina
- Personalismo pedagogico, (1958), Armando, Roma
- La pedagogia contemporanea e il personalismo, (1961), Armando, Roma
- L'educazione fondamentale, (1964), Armando, Roma
- I fondamenti del personalismo pedagogico, (1966), Armando, Roma
- La pedagogia dell'idealismo (corso universitario), (1969), Providente, Messina
- Elementi di psicopedagogia e pedagogia sperimentale (corso universitario), (1969), Providente, Messina
- Storia della pedagogia come scienza filosofica, (in tre volumi),1970, Barbera, Firenze
- Criteriologia dell'insegnamento: la didattica del personalismo, (1971), 3 edizione, Bemporad Marzocco, Firenze
- Personalismo senza dogmi, (1971), Armando, Roma
- Giuseppe Lombardo Radice, (1973), Ed. La Scuola, Brescia
- La pedagogia marxista sovietica (1973), (in collaborazione con Salvatore Agresta), Edizioni dell'Istituto, Messina
- La filosofia contemporanea dell'educazione, (1974) (corso universitario), Istituto di Pedagogia, Messina
- Compendio di psicopedagogia e pedopsichiatria, (1974), (in collaborazione con M. Vitetta), Parallelo 38, Reggio Calabria
- L'individualizzazione dell'insegnamento (1975) (in collaborazione con Salvatore Agresta), Peloritana editrice, Messina
- Lo spiritualismo pedagogico: testi, (1977), EDAS, Messina
- Introduzione alla psicologia dell'età evolutiva, (1977) (in collaborazione con L. Smeriglio), A. Signorelli Editore, Roma
- Ideologia e pedagogia, (1978), EDAS, Messina
- La pedagogia del personalismo storico, (1979), EDAS, Messina
- L'ideologia e l'educazione, (1980), Peloritana, Messina
- Aspetti della socializzazione, (1981), Peloritana, Messina
- Le illusioni della pedagogia,(1982), Milella, Lecce
- Fondamenti di una pedagogia della speranza, (1986), La Scuola, Brescia
- L'educazione politica alla democrazia, (1987), Pellegrini Editore, Cosenza
- Educazione della persona e socializzazione, (1989), EDAS, Messina
- Preliminari ad una dottrina dell'apprendimento, (2000), Ed. Spiegel